# 黄敏
黄 敏（ファン・ミン、朝鮮語: 황민）は、朝鮮民主主義人民共和国の政治家。農業副相、最高人民会議代議員。農業相、咸鏡北道農村経理委員会委員長などを歴任した。

## 経歴
出生地や生年月日は不明。2006年1月に会寧市協同農場経営委員会委員長に就任し、2009年に最高人民会議第12期代議員に選出された。2011年8月に咸鏡北道農村経理委員会委員長に就任し、2012年10月に農業相に任命された。2013年4月に解任され、2016年8月に北朝鮮消息筋によって、金正恩委員長への「不敬」と「反革命」の罪で処刑されたとの報道されたが、韓国政府当局者によって、未確認情報であると発表された。2014年4月に農業副相に就任した。

## 参考サイト
- 북한정보포털

| 先代李景植 | 農業相2012年 - 2013年 | 次代李哲万 |